# Епархия Пресвятой Девы Марии в Мехико
 Епархия Пресвятой Девы Марии в Мехико (лат. Eparchia Dominae Nostrae Paradisi in Civitate Mexicana Graecorum Melkitarum) — епархия Мелькитской католической церкви с кафедрой в городе Мехико, столице Мексики. Кафедральный собор— церковь Небесных Врат в Мехико. В настоящее время кафедра епархии является вакантной.

## История
Епархия образована 27 февраля 1988 года буллой Apostolorum Principis Папы Римского Иоанна Павла II.
После внезапной смерти епископа Бутроса Раи в 1994 на его место был назначен апостольский администратор архимандрит Антоний Муханна, которого в 2006 сменил Габриэль Ганум.
В ноябре 2008 в Мексике был проведён VI конгресс мелькитских епископов в эмиграции.

## Ординарии епархии
- епископ Бутрос Раи, B.A.[1] (27 февраля 1988 года — 7 июня 1994 года)
  -  sede vacante (с 1994)

## Источник
- Annuario Pontificio, Libreria Editrice Vaticana, Città del Vaticano, 2003, ISBN 88-209-7422-3